# Pinillos de Esgueva
Pinillos de Esgueva es una localidad y una Entidad Local Menor  situada en la provincia de Burgos, Castilla la Vieja , en la comunidad autónoma de Castilla y León (España) , comarca de Ribera del Duero, partido judicial de Aranda, ayuntamiento de  Sotillo de la Ribera.

## Geografía
Esta localidad se encuentra en el valle del Esgueva y en la comarca denominada Ribera del Duero.

## Situación administrativa
Elecciones noviembre de 2019 alcalde independiente Carlos Lázaro Higuero 
En las elecciones locales de 2019 correspondientes a esta entidad local menor concurre una sola candidatura encabezada por Carlos Lázaro Higuero(Partido Independiente) .

## Historia
A la caída del Antiguo Régimen queda constituida como ayuntamiento constitucional del mismo nombre en el partido de Aranda de Duero, región de Castilla la Vieja, que en el censo de la matrícula catastral contaba con 17 hogares y 60 vecinos. Este municipio desaparece al integrarse en Sotillo de la Ribera.
Así se describe a Pinillos de Esgueva en el tomo XIII del Diccionario geográfico-estadístico-histórico de España y sus posesiones de Ultramar, obra impulsada por Pascual Madoz a mediados del siglo XIX:

Lugar en la provincia, audiencia territorial y capitanía general de Burgos (11 leguas), partido judicial de Aranda de Duero (4), ayuntamiento de Sotillo (1) y diócesis de Osma (13); Situado en el declive de una ladera, en el valle de Esgueva, donde reina principalmente el viento N; el clima es bastante saludable y las enfermedades más comunes tercianas. Tiene 15 casas; la consistorial, que también sirve de cárcel; una fuente a distancia de 20 pasos N del pueblo, cuyas aguas son potables, buenas y cristalinas; una iglesia (la Asunción) con curato de entrada, servido por un cura y un sacristán; un cementerio contiguo a dicha iglesia, y una ermita (Nuestra Señora de la Blanca) colocada en el cerro, distante ½ legua N de la población. Confina el término N Cilleruelo de Abajo; E Cabañes de Esgueva; S Sotillo, y O Terradillos. El terreno es secano a pesar de que podría fácilmente convertirse en regadío; le atraviesan el río Esgueva y un riachuelo denominado la Veganal, que cruza por la parte N de dicha ermita y va a desaguar en el Pisuerga. Al S del lugar se encuentra un monte llamado el Robredal, poblado de matas bajas de roble, pero muy deteriorado. Los caminos se hallan en regular estado y dirigen a Lerma, Roa y Sotillo; y la correspondencia se recibe de la capital del partido por el valijero de dicho Sotillo. Producciones: trigo y vino; ganado lanar; caza de liebres y perdices, y pesca de cangrejos. Industria: la agrícola y un molino harinero. Población: 17 vecinos, 60 almas. Capital productivo: 298.520 reales. Imponible: 24.536. Contribución: 2.459 reales 33 maravedíes.
Diccionario geográfico-estadístico-histórico de España y sus posesiones de Ultramar

## Orígenes
Conocido con el nombre de Penniellos en documentos del siglo XI, en los que se constata su pertenencia a la jurisdicción de Clunia, pasa a depender del obispado de Osma a partir de 1136. En actas medievales se cita como lugar -no como villa- poblado por 39 vecinos. Según el Becerro de las Behetrías (siglo XIV), se sabe que Pinillos estaba entonces considerado como lugar solariego perteneciente a diversos señores, pasando luego a ser propiedad de la infanta doña Blanca.
La huella de la vida antigua ha sido localizada en la vega del Henar, en un paraje conocido como puente de San Pedro. Allí se han encontrado vestigios de la cultura celta y romana. Sarcófagos, restos humanos y estelas funerarias permiten suponer que la presencia de los primeros cristianos cristalizó en estos lugares. En la misma vega es posible localizar una calzada romana y un puente de la misma época. 

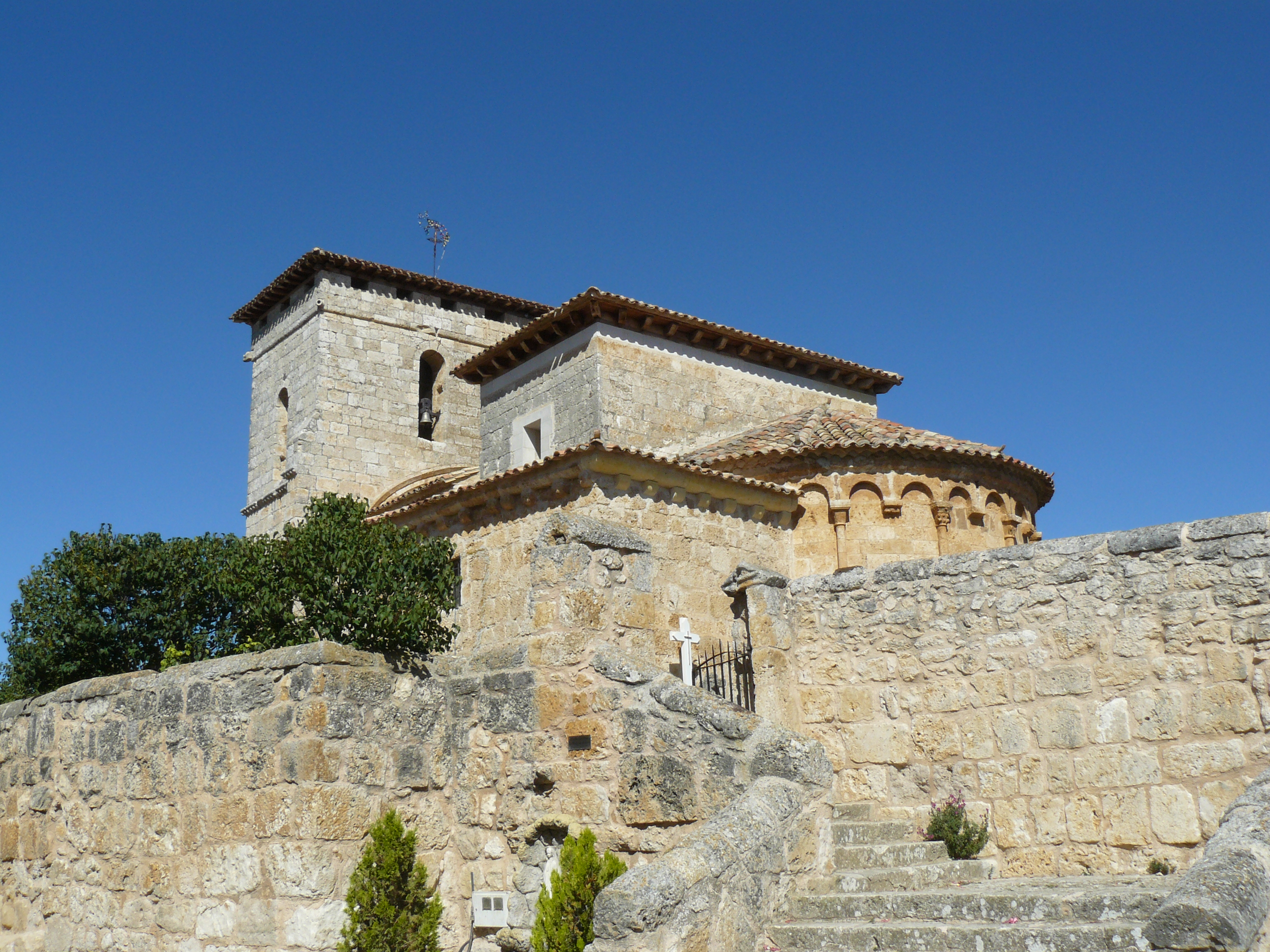
Iglesia

## Parroquia
Iglesia católica de la Asunción de Nuestra Señora, dependiente de la parroquia de Torresandino en el arciprestazgo de Roa, diócesis de Burgos.
Iglesia de la Asunción. Una de las joyas del valle del Esgueva es la iglesia de Pinillos.
Edificada en la segunda mitad del siglo XII, constituye una bella manifestación del románico rural. Nave única y armoniosa fábrica.
Un ábside con arquillos lombardos, muy raros en Castilla, toma luces de alba. Portada con tejaroz, capiteles historiados y arquivolta geométricamente decorada.
En los capiteles, una serpiente se extiende como símbolo del mal mientras dos leones custodian el árbol de la vida. Interior con arcos fajones y bóveda de cañón, que sobrecoge por su perfección arquitectónica y armonía estética.  Esbeltez y equilibrio de las piedras desnudas.
Dos grandes capiteles albergan una curiosa fauna de figuras: centauros con saeta, sirenas de doble cola y soldados enigmáticos. Fuerza y tentación, brutalidad e invitación a la lujuria. Sirenas y centauros simbolizan las pulsiones básicas de la naturaleza humana.